# (6592) Goya
(6592) Goya est un astéroïde de la ceinture principale.

## Description
(6592) Goya est un astéroïde de la ceinture principale. Il fut découvert par Lioudmila Karatchkina le 3 octobre 1986 à Nauchnyj. Il présente une orbite caractérisée par un demi-grand axe de 2,7584 UA, une excentricité de 0,1586 et une inclinaison de 4,2202° par rapport à l'écliptique.
Il fut nommé en hommage au peintre et graveur espagnol, Francisco de Goya.

## Compléments